# فاليري س ديون
فاليري س ديون هي لاعبة كرة الماء كندية، ولدت في 29 يوليو 1980.

## وصلات خارجية
- فاليري س ديون على موقع الاتحاد الدولي للسباحة (الإنجليزية)
- فاليري س ديون على موقع اللجنة الأولمبية الدولية (الإنجليزية)
- فاليري س ديون على موقع أوليمبيديا (الإنجليزية)
- فاليري س ديون على موقع اللجنة الأولمبية الكندية (الإنجليزية)